# Bombyx meridionalis
Bombyx meridionalis är en fjärilsart som beskrevs av Wood-mason 1886. Bombyx meridionalis ingår i släktet Bombyx och familjen silkesspinnare. Inga underarter finns listade i Catalogue of Life.